# Лі Чжеси
Лі Чжеси (7 серпня 1995) — китайська плавчиня.
Учасниця Олімпійських Ігор 2008 року.